# Ester (Castro Daire)
Ester ist ein Ort und eine ehemalige Gemeinde (Freguesia) im portugiesischen Kreis Castro Daire. Die Gemeinde hatte 220 Einwohner (Stand 30. Juni 2011).
Am 29. September 2013 wurden die Gemeinden Ester und Parada de Ester zur neuen Gemeinde União das Freguesias de Parada de Ester e Ester zusammengeschlossen.